# Harry Uvgård
Albert Harry Uvgård, född 23 september 1913 i Mölleberga i Malmöhus län, död 15 mars 1982 i Slottsstadens församling i Malmö, var en svensk direktör, skulptör och målare.
Uvgård studerade konst vid Skånska målarskolan och Essem-skolan i Malmö samt bedrev självstudier under resor till Meudon, Paris och Köln. Han medverkade med små skulpturer i Skånes konstförenings utställningar och var representerad vid Stockholmssalongen på Liljevalchs konsthall 1964. 